# 자유형 (수영)

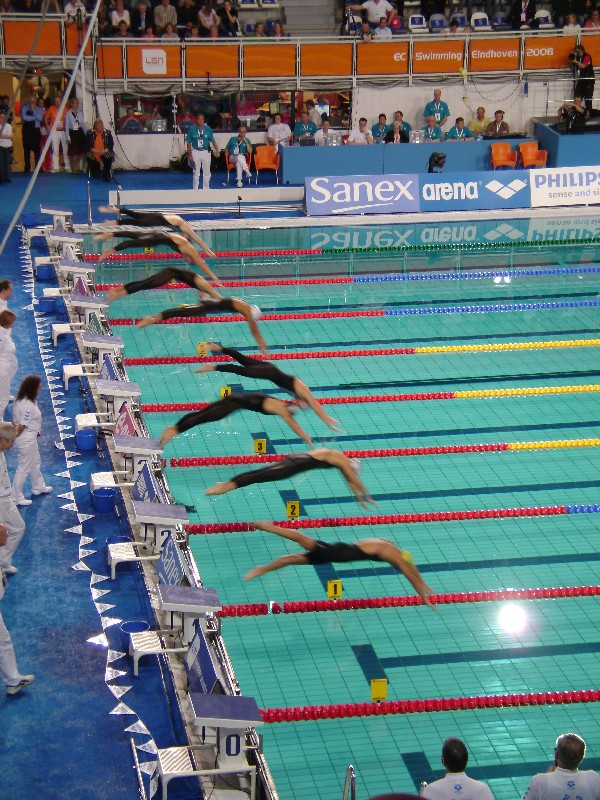
2008 유럽 챔피언십 여성 400미터 자유형 출발 모습

자유형(自由型, Freestyle swimming, 문화어: 자유헤염, 뻘헤염)은 수영 경기 종목의 하나로 특별히 헤엄치는 방법에 제한은 없다. 하지만, 단체혼영 및 개인혼영 종목에서의 자유형은 접영, 평영, 배영 이외의 영법을 가리킨다. 자유형이라고 하는 형태의 영법도 있다고 하는데 이는 맞지 않는 말이다. 이런 영법은 실제로는 대부분 자유형 종목에서 사용되는 크롤 영법을 가리킨다.
사실상 크롤로 경기를 겨루는데 6비트, 4비트, 2비트 등 헤엄치는 방법이 다양하게 세분되어 있지만, 단거리에 뛰어난 선수는 6비트, 장거리에 뛰어난 선수는 4비트, 2비트가 많다. 50m와 같이 한 순간에 승부가 결정되는 종목부터 1500m와 같이 장시간이 걸리는 종목까지 많은 종목이 존재한다.

## 규칙
심판장의 휘슬 신호가 나오면 스타트대에 올라가 정지한다. 출발 신호원이 ‘Take your marks’라고 하면 총포를 쏠 때까지 정지해야 한다. 총포를 쏘기 전에 동작을 일으키면 실격이 된다. 총포를 쏜 뒤 뛰어 들어, 수영장의 구석까지 자신의 레인 이외의 장소로 가거나, 코스로프에 닿거나 차지 않는 이상 서는 것을 제외하고는 어떤 헤엄도 가능하다. 다만 스타트 후 및 턴 후에 구석에서부터 15m까지(15m선은 잠수가능)를 제외하고는 경기 중에 몸의 일부가 수면상에 나와 있어야 한다. 펠프스와 같은 세계 정상급 선수들은 턴 이후 15m의 잠영거리를 최대한 활용하는 돌핀킥을 구사하는데, 이는 수면 위에서보다 수면 아래있을 때 저항을 덜 받아 빠른 속도를 낼수 있기에 그렇다.
또한 장거리 주로 800m나 1500m 한정으로 시간 제한을 마련한 대회도 있다. 이것은 규정 시간 이내에 지정된 거리를 통과하지 않으면 리타이어되는 규칙이다. 이 경우 끝까지 헤엄치고 있지 않았기 때문에, 기록은 공인되지 않는다. 또, 1500m에서는 리타이어 했더라도, 800m를 통과한 경우 거기까지의 기록이 공인된다.

## 경기
롱 코스 (long course, 50미터 수영장)와 쇼트 코스(short course, 25미터 수영장)에서 자유형이 펼쳐지며 공통으로는 8개의 경기가 펼쳐진다.
- 50미터 자유형
- 100미터 자유형
- 200미터 자유형
- 400미터 자유형 (쇼트 코스 야드 500 야드 기준)
- 800미터 자유형 (쇼트 코스 야드 1,000 야드 기준)
- 1500미터 자유형 (쇼트 코스 야드 1,650 야드 기준)
- 4×50미터 자유형 릴레이
- 4×100미터 자유형 릴레이
- 4×200미터 자유형 릴레이

- 100미터 개인 매들리 (쇼트 25미터 수영장 전용)
- 200미터 개인 매들리
- 400미터 개인 매들리
- 4×100미터 매들리 릴레이

## 같이 보기
- 수영 세계 기록 목록